# Hylopetes bartelsi
Hylopetes bartelsi е вид бозайник от семейство Катерицови (Sciuridae).

## Разпространение и местообитание
Видът е ендемичен за субтропичните и тропически гори на Западна Ява, Индонезия.